# Мухаммад Джафар Садік
Мухаммад Джафар Садік (д/н — 1733) — 12-й султан Магінданао в 1710—1733 роках. Відомий також як Манамір.

## Життєпис
Молодший син султана Абд ал-Рахмана. 1699 року після смерті останнього владу захопив стрийко — Кахар уд-Дін Куда (був також тестем Мухаммада Джафара Садіка). 1701 року повстав проти останнього разом зі зведеним братом Баян ал-Анваром. Для протистояння з ними султан запросив допомогу в Шахаб уд-Діна, султана Сулу. Спочатку союзники мали успіх, але 1702 року через непорозуміння та власні амбіції погиркалися. Шахаб уд-Дін виступив проти Кахар уд-Діна, завдавши зрештою тому поразки біля столиці Сімуая, де султан Магінданао загинув. Трон перейшов до Баян ал-Анвара.
За рішення Бітіас Атаса (Верховної ради знаті) Мухаммад Джафар Садік став раджою Муда і Лаут, отримавши напівсамостійний статус. У 1710 році Баян ал-Анвар порушив деякі положення їхньої угоди, що призвело до повстання Джафара Садіка в Тамтонтаки, який отримав допомогу від Голландської Ост-Індської компанії. Голландські чиновники називали його «молодим королем», щоб відрізняти його від султана. Війна припинилася після отримання Джафаром Садіком статусу співсултана.
Під його владою опинилися внутрішні райони Мінданао. До 1725 року він прийняв титул Падука Шрі Султан. У березні 1733 року його брат і небіж дату Малінуг атакували його в Тамонтаці, де Мухаммад Джафар Садік загинув. Боротьбу продовжив його син Факір Мавлані Хамза.